# Katholische Filialkirche St. Antonius
Die katholische Filialkirche St. Antonius ist ein Bauwerk in Messel, Ortschaft im Landkreis Darmstadt-Dieburg in der Region Starkenburg (Südhessen).

## Geschichte und Beschreibung
Die katholische Filialkirche St. Antonius in der „Marktstraße“ wurde in den 1900er-Jahren erbaut.
Nach dem Bau der kleinen Arbeitersiedlung an der Grube Messel wurde die kleine Kirche errichtet.
Stilistisch gehört die Kapelle zum Historismus.
Die massive Kirche steht auf einem quadratischen Grundriss mit einem seitlichen Anbau.
Sie besitzt einen Fachwerkgiebel an der Westseite, der von einem hölzernen quadratischen Dachreiter bekrönt wird.
Das Dach besitzt eine Biberschwanzdeckung.
Die Fassade ist verputzt.

## Denkmalschutz
Aus ortsgeschichtlichen Gründen steht die Kirche unter Denkmalschutz.

## Bildergalerie

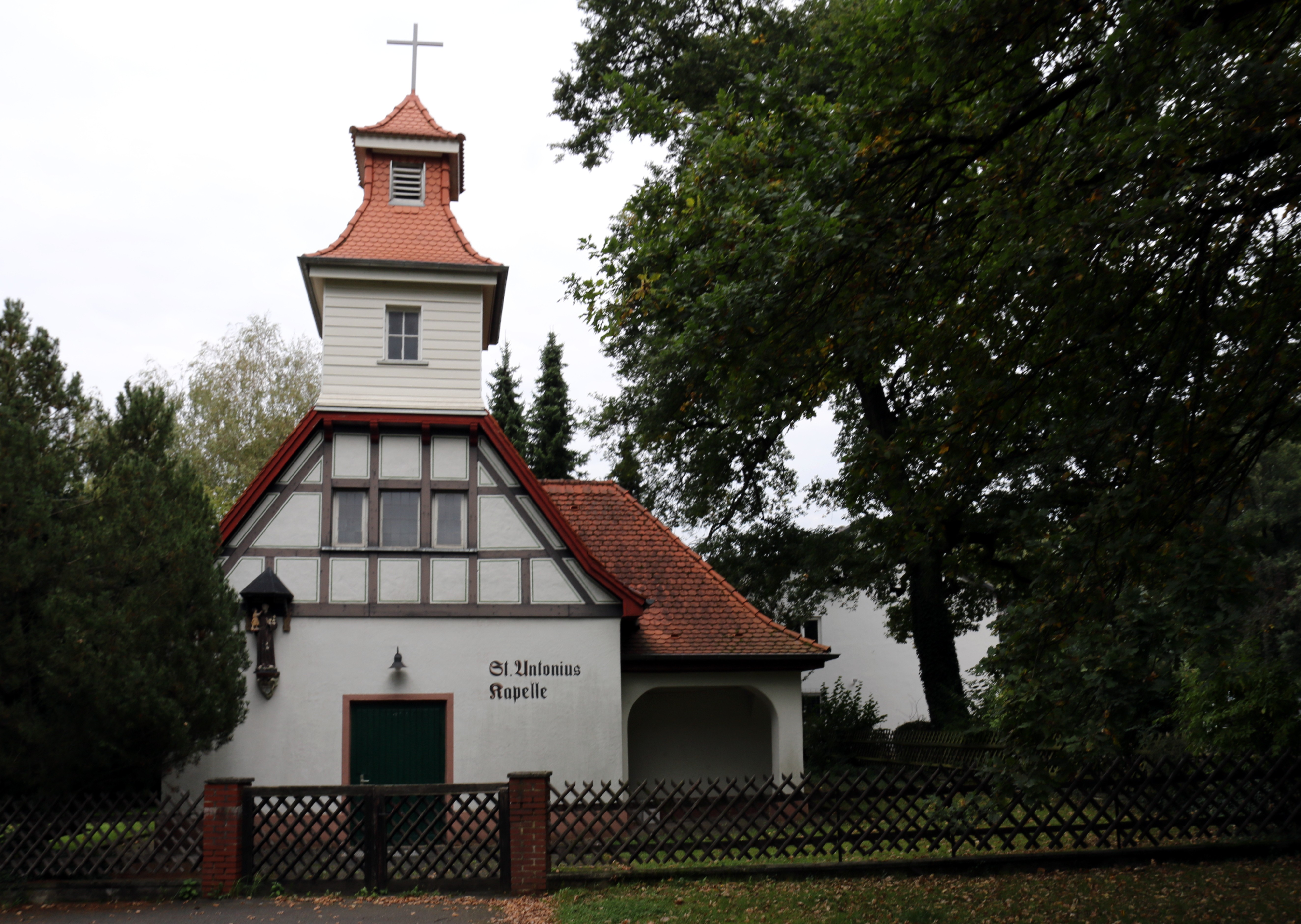
Katholische Filialkirche St. Antonius (2015)
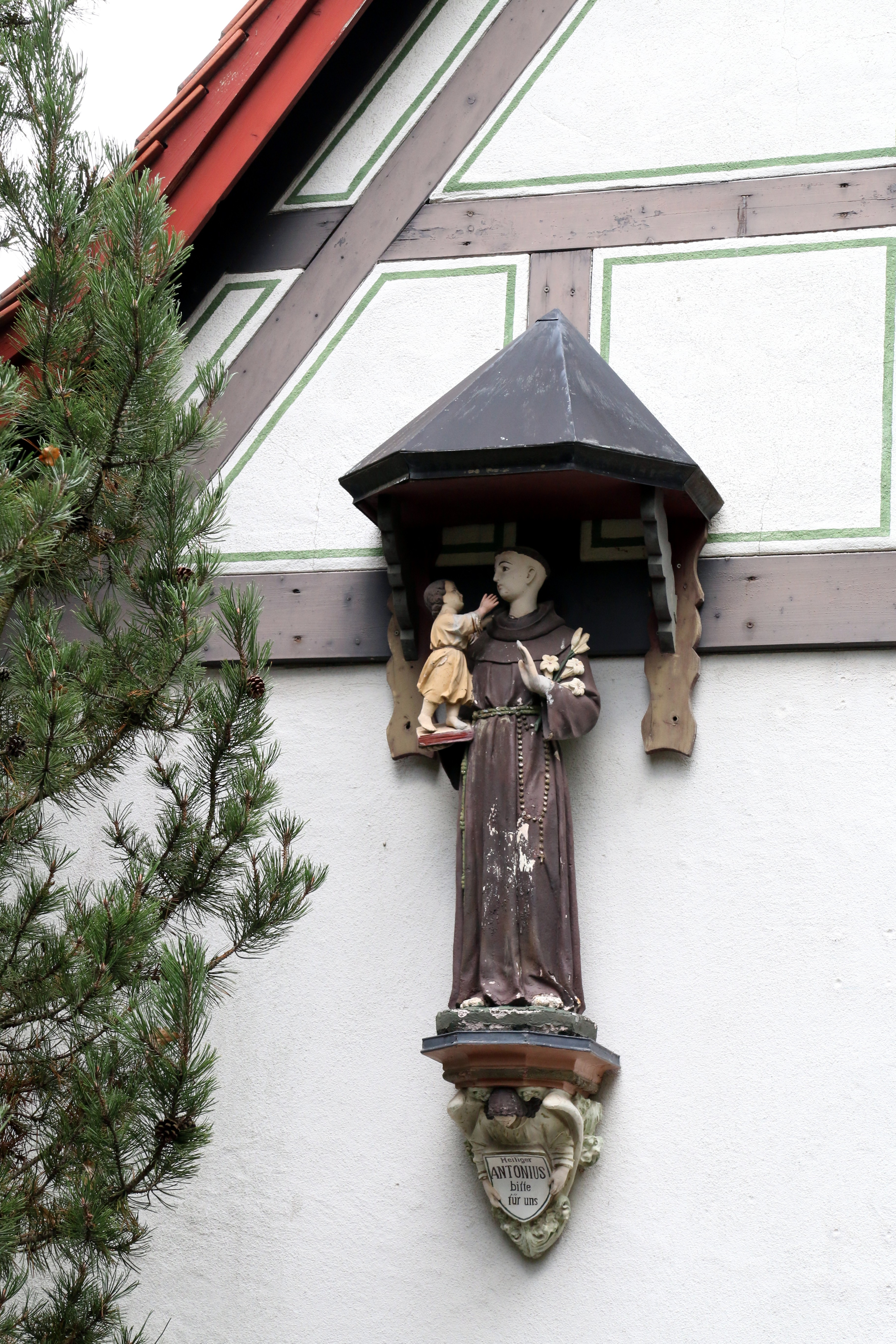
Katholische Filialkirche St. Antonius (2015)